# Göran Flodström
Göran Ingmar Flodström (ur. 27 stycznia 1953 w Sztokholmie) – szwedzki szermierz, szpadzista, złoty medalista olimpijski i trzykrotny mistrz świata.
Na igrzyskach olimpijskich w Montrealu w 1976 roku reprezentacja Szwecji w składzie: Carl von Essen, Hans Jacobson, Rolf Edling, Leif Högström i Göran Flodström zwyciężyła w rywalizacji drużynowej. W zawodach indywidualnych zajął siódme miejsce. Były to jego jedyne starty olimpijskie.
Podczas mistrzostw świata w Grenoble w 1974 roku wspólnie z Rolfem Edlingiem, Hansem Jacobsonem i Carlem von Essenem zdobył złoty medal w zawodach drużynowych. W tej samej konkurencji reprezentanci Szwedzi z Flodströmem w składzie zwyciężyli także na mistrzostwach świata w Budapeszcie rok później oraz mistrzostwach świata w Buenos Aires w 1977 roku.